# Liste der Monuments historiques in Armentières
Die Liste der Monuments historiques in Armentières führt die Monuments historiques in der französischen Gemeinde Armentières auf.

## Liste der Bauwerke
| Bezeichnung                                      | Beschreibung | Standort                                                           | Kennzeichnung | Schutzstatus | Datum | Bild           |
| ------------------------------------------------ | ------------ | ------------------------------------------------------------------ | ------------- | ------------ | ----- | -------------- |
| Beffroi                                          |              | Place du Général-de-Gaulle Place Saint-Vaast Place du Vivat (Lage) | PA59000085    | Inscrit      | 2002  | weitere Bilder |
| Brauerei und Mälzerei Motte-Cordonnier           |              | 14, rue Pierre Brossolette Rue Roger-Salengro (Lage)               | PA59000050    | Inscrit      | 1999  | weitere Bilder |
| Schwimmschule mit öffentlichem Bad und Waschhaus |              | 12, place Victor-Hugo (Lage)                                       | PA59000053    | Inscrit      | 2003  | weitere Bilder |
| Unternehmen Auguste Mahieu                       |              | 1, rue de la gare (Lage)                                           | PA59000052    | Inscrit      | 2000  | weitere Bilder |

## Liste der Objekte
- Monuments historiques (Objekte) in Armentières in der Base Palissy des französischen Kultusministeriums